# Роминь (Вилча)
Роминь, Ромині (рум. Români) — село у повіті Вилча в Румунії. Адміністративно підпорядковане місту Бебень.
Село розташоване на відстані 160 км на захід від Бухареста, 19 км на південний захід від Римніку-Вилчі, 78 км на північний схід від Крайови, 133 км на південний захід від Брашова.

## Населення
За даними перепису населення 2002 року у селі проживали 1339 осіб, усі — румуни. Усі жителі села рідною мовою назвали румунську.